# Дівчина з Поділля (В. Тропінін)
«Дівчина з Поділля» — назва картин, написаних художником Василем Тропініним (1776—1857) у різні роки. Митець не одноразово звертався до цієї теми у своїй творчості, тому існує декілька варіантів цієї картини, зроблені у різні роки.
Василь Андрійович Тропінін  — російський художник-портретист, представник класицизму.  Його ім'я відоме всім, хто цікавиться історією української та російської культури першої половини XIX ст. Тропінін здійснив справжній подвиг, утверджуючи протягом багатьох років своє право займатися мистецтвом. Йому вдалося подолати нелегкий шлях від кріпосного до академіка портретного живопису.
В Україні В. А. Тропінін багато працював над створенням портретів. Із великої їх кількості виділяється група робіт, де втілені типи українських селян, епізоди їх повсякденного побуту, те, що умовно можна назвати «тропінінською Україною». Одна з кращих ранніх робіт Тропініна — «Дівчина з Поділля». Образ позначений особливою чистотою і святковістю, яку створює любовно переданий національний костюм. Образ подолянки пройде потім через усю творчість художника. Здається, що в ній утілилося все краще, що знайшов Тропінін в Україні.